# Idionyx minimus
Idionyx minimus – gatunek ważki z rodziny Synthemistidae. Znany tylko z okazów typowych odłowionych w Ghatach Zachodnich na południu Indii.